# Вкус страха
«Вкус страха» (англ. Taste of Fear, 1961) — триллер.

## Сюжет
После десятилетнего отсутствия наследница огромного состояния Пенни Эпплби (Сьюзан Страсберг) возвращается в дом своего отца и знакомится с его второй женой Джейн (Энн Тодд). Её отец, по всей видимости, в деловой командировке, но когда ночью Пенни будят странные звуки, она видит его: труп её отца сидит в кресле. Джейн и доктор Жерар (Кристофер Ли) спешат успокоить бедную девушку, заявив ей, что это всего лишь галлюцинация. Когда же Пенни во второй раз видит труп своего отца, она начинает догадываться, что Джейн и Жерар его убили и пытаются ввергнуть её, Пенни, в безумство, чтобы завладеть наследством.
Вместе с симпатичным шофером Бобом (Роналд Льюис) она ищет тело своего отца, которое впоследствии и находит в плавательном бассейне. Когда Боб и Пенни отправляются в полицию (вместе с трупом на переднем сиденье), они видят Джейн на узкой серпантинной дороге. Боб выходит, обнимает Джейн (у него с ней был длительные отношения) и сбрасывают машину с сидящей в ней Пенни в море.
На следующий день Пенни, которую все считали мёртвой, сидит в инвалидном кресле перед домом. Оказывается, что это не Пенни, а её подруга Мэри (Энн Блейк), как две капли воды похожая на неё. Сама Пенни покончила с собой три недели назад. Господин Эпплби, её отец, знал об этом, но не рассказал Джейн. Письмо Пенни, которое направили Джейн и Боб, чтобы запереть её дома, должно быть было написано также после смерти Эпплби. Когда Джейн узнает, что её план провалился, она садится все разбитая в инвалидное кресло. Боб же, узнав, что Пенни была и одновременно её не было, со злости толкает инвалидное кресло с Джейн, думая, что там Пенни, в море. За этим наблюдает полиция и арестовывает Боба.

## В ролях
| Актёр            | Роль              |
| ---------------- | ----------------- |
| Кристофер Ли     | доктор Пьер Жерар |
| Сьюзан Страсберг | Пенни Эпплби      |
| Роналд Льюис     | Роберт            |
| Энн Тодд         | Джейн Эпплби      |
| Джон Серрет      | инспектор Легран  |
| Леонард Сакс     | мистер Спратт     |
| Энн Блейк        | Мэри              |
| Фред Джонсон     | отец              |
| Хайнц Бернард    | офицер            |
| Бернард Браун    | жандарм           |